# Felicià Fuster Jaume
|  | No s'ha de confondre amb Felícia Fuster i Viladecans. |

Felicià Fuster Jaume (Santa Margalida, Mallorca 1924 - Palma 2012) fou un enginyer i empresari mallorquí. El 1947 es doctorà en enginyeria industrial a l'Escola d'Enginyeria de Barcelona i el 1993 fou doctor honoris causa per la Universitat de les Illes Balears.
Entre el 1951 i el 1963 fou enginyer municipal en cap de l'ajuntament de Palma i cap dels serveis tècnics municipals. Fou cap i director tècnic de l'Empresa Municipal d'Aigua i Clavegueram del 1972 al 1979, i director de l'Escola de Mestratge Industrial de Palma del 1952 al 1973. El 1955 s'incorporà al cos d'enginyers industrials del ministeri d'indústria i a l'empresa Gas i Electricitat (GESA), de la qual fou gerent el 1962 i president des del 1973). El 1984 fou nomenat president executiu del Grup ENDESA, càrrec que ocupà fins a la seva jubilació; un cop jubilat, va ser nomenat president honorífic de GESA. El 1997 va rebre el Premi Ramon Llull. Durant els períodes 2000-2003 i 2008-2012 va ser president del Consell Social de la Universitat de les Illes Balears.